# Wernauer Baggerseen
Die Wernauer Baggerseen sind ein Naturschutzgebiet im Gebiet von Wernau, Wendlingen und Köngen im Landkreis Esslingen in Baden-Württemberg. Das Naturschutzgebiet wurde mit Verordnung des Regierungspräsidiums Stuttgart vom 5. Juni 1981 ausgewiesen und unter der NSG-Nummer 1.090 erfasst.

## Lage und Geschichte
Das 32,1 Hektar große Naturschutzgebiet liegt rund 255 m über NN im Neckartal westlich der Stadt Wernau und gehört zum Naturraum Filder und außerdem zum FFH-Gebiet 7321-341 Filder.
Bis zum Ende des 19. Jahrhunderts war das Neckartal zwischen Köngen und Wendlingen von Wiesengrundstücken geprägt. Erst Mitte des 20. Jahrhunderts veränderte der maschinelle Kiesabbau das Gesicht des Neckartals vollständig. Auf Markung Wendlingen gab es bis zu 20 ha offene Wasserfläche und allein der große Pfauhäuser Baggersee war 35 ha groß. Nachdem die Kiesvorkommen ausgebeutet waren, wurden mehr und mehr Baggerseen wieder verfüllt. Auch für die Wernauer Baggerseen gab es Überlegungen, sie zu überbauen. Bereits 1974 stellte der Deutsche Bund für Vogelschutz (DBV, wie der NABU damals noch hieß), den Antrag, die Wernauer Baggerseen als Naturschutzgebiet auszuweisen, nachdem dort im Lauf der Jahre mehr als 200 Vogelarten nachgewiesen worden waren. Im Juni 1981 wurde die Naturschutzgebietsverordnung erlassen. Die Betreuung des Naturschutzgebietes wurde durch das Regierungspräsidium Stuttgart offiziell auf den DBV übertragen. Im März 1992 wurde das direkt angrenzende Naturschutzgebiet Neckarwasen ausgewiesen. Die geschützte Fläche vergrößerte sich dadurch auf 45,4 ha und wird seither komplett vom NABU betreut.
Seit Mitte der 1960er Jahre betrieb die Mercedes-Benz Group eine Teststrecke, die direkt an das spätere Naturschutzgebiet angrenzte. Im März 1996 begannen Gespräche zwischen NABU und Daimler mit dem Ziel, die Teststrecke auszulagern. Durch den Bau der Teststrecke in Immendingen wurde die Wernauer Teststrecke nicht mehr benötigt und Ende 2020 aufgegeben.

## Schutzzweck
Das Gebiet bietet wertvollen Lebensraum für wildlebende Tiere und Pflanzen und stellt einen überregional bedeutsamen Rastplatz für feuchtigkeitsgebundene Vogelarten und ökologischen Ausgleichsraum dar. Außerdem besteht hier ein hochwertiges naturkundliches Lehr- und Studiengebiet.
Es konnten bisher über 200 Vogelarten registriert werden, die sich hier als Brutvögel, oder zur Rast- und Futtersuche regelmäßig oder gelegentlich einfinden. Darunter sind auch zahlreiche Arten, deren Bestand in Baden-Württemberg oder sogar im gesamten Bundesgebiet stark zurückgeht und die daher eines besonderen Schutzes bedürfen. Beispiele sind Graureiher, Zwergdommel, Gänsesäger, Rohrweihe, Flussuferläufer, Brachpieper, Beutelmeise, Haubentaucher, Schnatterente, Krickente, Knäkente, Kolbenente, Flussregenpfeifer, Eisvogel, Raubwürger, Neuntöter, Schilfrohrsänger, Teichrohrsänger, Fischadler u. a.